# Katarina Dasjkova
Katarina Dasjkova (Ryska: Екатери́на Рома́новна Воронцо́ва-Да́шкова), född Vorontsova 17 mars 1743, död 4 januari 1810, var en rysk adelsdam, hovdam och vän till Katarina den stora och president för den ryska vetenskapsakademin 1782–1796. Hon var den första kvinna i världen som ledde en vetenskapsakademi. Hon var även hedersledamot i svenska Vetenskapsakademien (1783). Hennes memoarer publicerades 1840.     

## Biografi
Dotter till en senatsmedlem, greve Vorontsov. Hennes bror var rådsmedlem. Hon var mycket välbildad, och studerade matematik vid Moskvas universitet. Gift 1759 med furst Michail Dasjkov. Hon presenterades tidigt vid hovet och deltog 1762 i den kupp som placerade hennes vän Katarina på tronen, trots att hennes syster Elisabet Vorontsova var mätress till kejsaren, som hade planer på att gifta sig med henne. Hennes vänskap med Katarina var ansträngd eftersom hon ogillade hennes förhållanden, som hon ansåg gav regeringen dåligt rykte, och som änka lämnade hon 1768 Ryssland och reste sedan genom Europa, där hon blev känd som intellektuell vid hoven och blev invald vid flera akademier.
Hon återvände till Ryssland 1782 och utnämndes samma år av Katarina till direktör för ryska vetenskapsakademin (från 1784 president). Hon var den första kvinna i världen vid dessa poster. 1783 blev hon även hedersledamot vid svenska Vetenskapsakademien: den första kvinnliga hedersledamoten, och den andra kvinnan efter Eva Ekeblad. Hon var framgångsrik, byggde upp den förfallna ryska akademin, hjälpte Katarina i hennes önskan att ge Ryssland ett mindre barbariskt rykte i Europa, utgav en rysk ordbok, publicerade en tidning och utgav pjäser. 1796 förorsakade en revolutionär pjäs, som hon hade tillåtit, en konflikt med Katarina. 
Då tsar Paul kom på tronen 1796 förlorade hon alla poster och förvisades till en by vid Novgorod. Hon tilläts så småningom bosätta sig på sin egendom utanför Moskva.

## Eftermäle
Nedslagskratern Dashkova på planeten Venus och asteroiden 4594 Dashkova är uppkallade efter henne.